# Banque Worms
Die Banque Worms ist eine Geschäftsbank, die 1928 von Hippolyte Worms gegründet wurde. 1981 wurde sie von der sozialistischen Regierung unter François Mitterrand verstaatlicht, während die Gruppe Worms und Co. ihre Aktivitäten weiter verfolgte. Im Verlauf der 1990er Jahre wurde die Beteiligung der Familie Agnelli in der Gruppe bestimmend. Sequana Capital bekam 2005 in der Finanz-Holding die Oberhand.

## Geschichte

### 1848–1940
Hippolyte Worms (1801–1877), Angestellter im Großhandel und im Frachtgeschäft, gründete 1848 zusammen mit anderen Gesellschaftern die Gesellschaft Worms, die sich auf den Import von Kohle aus England spezialisierte. Um 1856 wurde die Speditionsabteilung von Worms die wichtigste Abteilung, was dazu führte, dass das Unternehmen seine Tätigkeit auf internationales Niveau ausdehnte. Das erste internationale Büro wurde 1869 in Port Said (Ägypten) eröffnet. Die Geschäfte der Gesellschaft dehnten sich bald auf ganz Nordafrika aus, besonders auf Gebiete, die unter dem Einfluss der französischen Kolonialherrschaft standen.
Hippolyte Worms übergab die Führung des Unternehmens an die nachfolgende Generation, an seinen Neffen Henri Goudchaux. Unter Goudchaux wurde vor allem die Abteilungen für Seefracht und Lagerhaltung ausgebaut. Nach der Kohle gewann vor allem der Transport von Rohöl an Bedeutung. Die Gruppe Worms erweiterte ihre geschäftlichen Aktivitäten um den Verkauf von Rohöl: Partner war hier ab 1892 Marcus Samuel & Co., ab 1986 Shell in den Niederlanden. Ausgangspunkte waren Häfen in Ägypten, der Hafen von Marseille und der Sudan.
Unter dem Einfluss des Enkels des Gründers, der auch Hippolyte Worms hieß, und ermutigt von der französischen Regierung, erweiterte die Gruppe Worms ihren Geschäftsbereich um einen Industriezweig und eröffnete 1916 in der Nähe von Le Havre eine Werft, auf der unter anderem Handelsschiffe gebaut wurden. Die Gruppe war selbst der beste Kunde ihrer Werften für Hochseeschiffe und beschloss, ein neues Unternehmen zu gründen: Nouvelle Compagnie Havraise Péninsulaire (NCHP). 1928 folgte die Gründung der „bankmäßigen Dienste Worms“ (Geschäftsbank), woraus dann die Banque Worms hervorging.
In den 1930er Jahren war die Gruppe Worms eine wichtige Quelle, um die französische Industrie mit Investitionskapital zu versorgen, wozu auch die Finanzierung der nationalen Luftfahrtgesellschaft Air France gehörte. An der industriellen Front eröffnete Worms eine neue Filiale: die Société Française de Transports Pétroliers, die den Erdöltransport auf langen Strecken sichern sollte.

### Verbindungen zur Vichy-Regierung
Die Banque Worms war eng mit der Vichy-Regierung verbunden: Jacques Barnaud (1893–1926), Verantwortlicher für die deutsch-französischen Wirtschaftsbeziehungen; Pierre Pucheu, Angestellter der Bank und Staatssekretär des Inneren in der Vichy-Regierung von Juli 1941 bis April 1942; Gabriel Le Roy Ladurie, Direktor der Bank von 1940 bis 1944. Diese enge Verbindung zwischen dem Bankenkader und den Verantwortlichen in Vichy, Teil einer technokratischen Regierung, bezeichneten Kollaborationspolitiker wie zum Beispiel Marcel Déat als Geheimregierung (Synarchie). Von 1938 bis 1944 verdreifachten sich die Vermögenswerte der Bank.

### 1945–2007
Im Jahr 1948 endete die Zeit der Firma als Kohleimporteur, sie hatte Teil an der Gründung von Antar. Im gleichen Jahr erweiterte Hippolyte Worms die Finanzaktivitäten des Unternehmens um eine Versicherungsdienst: Er beteiligte sich an den Unternehmen La Préservatrice und La Foncière. La Préservatrice wurde 1861 in Brüssel gegründet und wurde 1877 eine französische Gesellschaft, die um die Jahrhundertwende ein Netz von 450 Filialen hatte. La Foncière, 1877 gegründet, war in der ganzen Welt vor allem in den Bereichen Lebensversicherung, Transportrisiken und Feuerschäden tätig. Unter der Kontrolle von Worms et Cie bildeten die beiden Gesellschaften die Grundlage zur Gründung der Athéna Assurances im Jahr 1989.
In der Phase des Wiederaufbaus nach dem Krieg und besonders in den 1950er Jahren vermehrten sich die Anstrengungen auf dem Sektor der Finanzierungen. Worms schlug komplette Finanzierungen für Industriegründungen außerhalb Frankreichs vor. Der Bankensektor wurde 1964 durch die Gründung der Banque Worms neu geordnet. Sie wurde die zentrale Tätigkeit der Gruppe nach 1970. Diese neuen Finanztätigkeiten umfasste auch die Vermarktung von Immobilien durch die Gründung eines neuen Zweigs 1968, Unibail.
Die industriellen Tätigkeiten hingegen nahmen ab; die Werft wurde 1966 geschlossen und auch die Seeschifffahrt wurde 1968 eingestellt. Die verbleibenden maritimen Aktivitäten des Unternehmens wurden 1971 unter der neuen Gruppe Worms Compagnie Navale zusammengefasst.
In den 1970er Jahren übernahm Worms Pechelbronn, eine Holding, die eine wichtige Rolle bei der Investitionsbeschaffung für die Gesellschaft spielte. Sie wurde dann anlässlich einer Neuorganisation 1991 in Worms et Cie umbenannt. 1981 wurde die Banque Worms durch die französische Regierung verstaatlicht. Sie wurde wieder reprivatisiert und fiel an die UAP und schließlich an AXA, die mit UAP fusioniert hatte, am Ende aber übernahm die Deutsche Bank. Der verbleibende Rest der Bankgeschäfte wurde in der Banque Demachy zusammengefasst und wurde zu Demachy Worms et Cie. Die Familie Agnelli beteiligte sich 1990 am Kapital der Holding, die 1996 die einzige börsennotierte Holding wurde. Die Gründerfamilien hielten 1997 noch 22 % des Kapitals, 20 % gehörte zur IFiL, die Holding der Familie Agnelli, und 7 % entfiel auf AGF.
Die Banque Worms hatte einen Katalog von wichtigen Beteiligungen: Versicherung (Athéna), im Agrarbereich eine Beteiligung zu 100 % bei Générale Sucrière, in der Papierindustrie mit 40 % bei ArjoWiggins, beim Hochseetransport und in der Logistik mit der Compagnie nationale de navigation. 1997 erfolgte der Versuch der Übernahme durch die Groupe Pinault, die die gelungene Gegen-Übernahme durch die wichtigsten Aktionäre von Worms & Cie (Gründerfamilien, IFIL und die AGF) zur Folge hatte. Im gleichen Jahr verkaufte die Investitionsgesellschaft Athéna Assurances, ihre Versicherungsabteilung, an die Assurances générales de France (AGF).
1999 wurde Arjomari Prioux übernommen und in Worms & Cie eingegliedert. Gleichzeitig begann die Reorganisation von Arjo Wiggins Appleton, ein Jahr später folgte die Übernahme zu 100 % der Gruppe Arjo Wiggins Appleton (AWA). Carbonless Europe wurde 2004 in ArjoWiggins eingegliedert. Die gesamte Gruppe wurde 2004 von der Familie Agnelli übernommen, die schon Mehrheitsaktionär war. Im gleichen Jahr gab Nicholas Clive Worms, geboren 1942, ehemaliger Direktor bei Christie’s France und letztes Familienmitglied, das noch in der Leitung der Holding saß, seinen Posten auf. 2007 wurde Sequana Capital der neue Namen für Worms & Cie mit neuem Statut.